# 色誘中毒
《色誘中毒》是日本漫畫家福山遼子創作的日本漫畫作品。於白泉社少女漫畫月刊《花與夢》2003年21号至2008年24号期間進行連載。單行本全16卷。中文版由東立出版社代理。

## 故事簡介
蕪木那伽是長相凶惡的模特兒，7個月的單戀，鼓起勇氣向學長表白的她，被拒絕的理由竟然是因為她的表情太可怕，連續甄選會19連敗，因為偶然得知單憑微笑就讓人神魂顛倒的人氣少女模特兒小海「其實是男生」的秘密，為隱藏秘密，小海答應與那伽成為搭擋……
那伽努力阻止別人得知小海的秘密，卻因此鬧出不少笑話，更不知不覺喜歡上小海……

## 登場人物
※聲優指的是广播剧CD的配音員。
蕪木那伽（聲優：中原麻衣）
別名：那伽、小那那、變態模特兒、呆茄子（小海專用）笨蛋模特兒
性別：女
年齡：15
生日：1月12日
身高：175cm
血型：A型
森園學園的3年級學生。面容姣好的新人模特兒，一緊張就會露出兇兇臉（那伽表示那應該是遺傳），害她每次甄選都失敗，也因如此得了「打賭伽」的封號。偶然知道了小海的秘密（其實他是男扮女裝），而得到與他一起工作的機會，兩人的相處模式就像「主人與僕人」一樣（那伽是被奴役的一個），經常被小海以命令的口氣叫喚，而且常常被小海打（通常是因為小海想掩飾自己的害羞）。那伽在感情方面蠻遲鈍的，不知道花楓和小海喜歡她，不知不覺喜歡上小海，經常為小海的事煩惱，後期多找小莓傾訴，猶豫著他是不是只是在耍她。隨著時間，那伽的表現越來越好，甚至在小海最後一次使用「女模特兒」的身份競選服裝品牌「碧」的模特兒時，打敗小海，成為「碧」的專屬模特兒。
梶原海（聲優：皆川純子）
別名：小海、梶原、會長、色情大王、鬼婆婆（那伽專用）、沒路用王子、臭海（小苺專用）
性別：男（以女兒身當模特兒）
年齡：15
生日：8月10日
血型：B型
森園學園的3年級學生，學生會會長，很少上學，可是成績很好，經常被學生會其他成員「欺負」，那伽的朋友說過「被會長盯上的人只能等死」。「boom! 」所屬的、有著迷人笑容的超人氣「美少女」模特兒，但其實是個男生……被那伽發現是男生後，「賞」了她一份工作，以令她保守秘密，經常對那伽做出「性騷擾」的行為，小海曾解釋那是真心的(那伽誤以為是真心的性騷擾)，被人說是「用錯方式進攻的人」，在文化祭表演中以男模特兒登場，揭起了第1次「梶原熱潮」，以成為服裝品牌「碧」的模特兒為目標，打算在那之後向那伽告白，曾被千緒姊決定為「碧」甄選模特兒，卻因意外而暴露自己是男孩的身份，所以千緒姊要求：「在一個月之內以男模特兒的身份得到一份工作，才可成為『碧』的甄選模特兒。」，為此，小海在之後一個月不斷的尋找工作，並且告訴那伽在一個月後，要和她說一件重要的事（告白），但工作人員卻因為覺得被受欺騙(小海過去瞞著自己性別的這件事)，而沒人願意起用他，最後小海在手錶公司「SEVEN」的模特兒甄選中，得到了工作。非常喜歡那伽，喜歡到無法自拔。不過他當時以為自己一定落選，並且超過千緒姊給的期限，所以在那伽誤以為小海所謂重要的事是「我討厭你」時，用非常生氣的語氣大罵：「我喜歡你喜歡的要命好不好！」，那伽才明白了小海的心意。
堤郁依（聲優：石田彰）
別名：堤、小郁、QQ頭 色情QQ頭
性別：男
年齡：18
生日：9月21日
血型：AB型
還在唸高中的職業攝影師，最愛草莓口味的男人，實羽的前男友，因為某個原因想放棄拍「人」，受實羽的影響再次拍人，在千洋的鼓勵下向實羽告白。把那伽當做她的替身，後來才知道千洋喜歡實羽，曾經對實羽說過「千千跟我不同，他一定能讓妳得到幸福，妳一定會喜歡上他的」，其實還喜歡著實羽，事後經由千洋的撮合，再次與實羽恢復為男女朋友的關係，並且在3年後與實羽結婚。和千洋一樣很喜歡欺負小海，在小海有次被八卦記者跟拍時（八卦記者懷疑小海假冒性別），曾大聲說小海和他正在交往，並且打算在「她」高中畢業後和她結婚，在此之後一直常常把小海當作「女朋友」做親暱的稱呼，以開小海的玩笑。
秋山千洋
別名：千千、阿千
性別：男
年齡：17
生日：6月26日
血型：O型
雜誌「men's monmo」的專屬模特兒，目標是成為影像作家。喜歡捉弄小海，常叫小海「達令」。與堤、實羽是好友，會在別人裹足不前時推他們一把，因為太喜歡那兩個人，而把感情收藏，鼓勵堤向實羽表白，是個會一直掛著笑容的人，曾經被小莓問過「你為什麼總是在不想笑的時候裝笑啊？」，在失戀期發現到小苺對他的好感，起初只認為小苺很可愛，並且以「小苺苺」稱呼他，但在發現小苺對他的感情，並且對他告白後，千洋的心漸漸轉向小苺。
永藤實羽
別名：實羽、小實
性別：女
年齡：17
生日：10月2日
血型：O型
堤所屬公司社長的長女，服裝品牌「碧」的初代模特兒。妹妹杏珠也是模特兒。與堤、千洋是好友，在3年前與堤分手了，其實還一直喜歡著他。被千洋告白後，曾認真考慮過千洋的事，但被千洋看穿她的心中仍只有堤，千洋便暗中湊和他們，實羽抓住機會重新告訴堤她的心意，而回覆為男女朋友的關係，在最後（3年後）與堤結婚。
有田花楓
別名：花楓
性別：男
年齢：14
生日：3月30日
血型：A型
和莓是雙胞胎。在「珠苑」的設計比賽中得到大獎，工作時以「河本花楓．莓」的名義，對外宣稱17歲。港南中學3年生。後為森園高等學校1年級生。喜歡那伽。
有田苺
別名：小莓、小苺苺
性別：女
年齢：14
生日：3月30日
血型：B型
和花楓是雙胞胎。在「珠苑」的設計比賽中得到大獎，工作時以「河本花楓．莓」的名義，對外宣稱17歲。港南中學3年生。後為森園高等學校1年級生，成為那伽的同班同學。喜歡千洋。在發現自己對千洋的感情後，開始留長髮。
宇津木遊佐
別名：遊佐
性別：男
年齢：？
生日：11月15日
血型：O型
「boom! 」所屬的模特兒，同時當髮型化妝師。養了一隻名叫「汪汪」的小貓。在接受過那伽多次的鼓勵後，喜歡上那伽，但在知道小海是男生後，便不再對那伽做出追求的動作。

## 出版書籍
| 冊數 | 白泉社         | 白泉社                 | 東立出版社     | 東立出版社             |
| 冊數 | 發售日期       | ISBN                   | 發售日期       | ISBN                   |
| ---- | -------------- | ---------------------- | -------------- | ---------------------- |
| 1    | 2004年8月19日  | ISBN 4-59-218805-5     | 2006年1月6日   | ISBN 986-11-7884-8     |
| 2    | 2004年12月16日 | ISBN 4-59-218026-7     | 2006年2月10日  | ISBN 986-11-7885-6     |
| 3    | 2005年4月19日  | ISBN 4-59-218027-5     | 2006年3月29日  | ISBN 986-11-8171-7     |
| 4    | 2005年9月16日  | ISBN 4-59-218028-3     | 2006年4月18日  | ISBN 986-11-8172-5     |
| 5    | 2005年11月9日  | ISBN 4-59-218029-1     | 2006年6月14日  | ISBN 986-11-8173-3     |
| 6    | 2006年4月19日  | ISBN 4-59-218274-X     | 2006年9月5日   | ISBN 986-11-8449-X     |
| 7    | 2006年8月18日  | ISBN 4-59-218275-8     | 2006年11月21日 | ISBN 986-11-8936-X     |
| 8    | 2006年11月17日 | ISBN 4-59-218276-6     | 2007年3月27日  | ISBN 978-986-11-9301-4 |
| 9    | 2007年3月19日  | ISBN 978-4-59-218277-1 | 2007年7月13日  | ISBN 978-986-11-9786-9 |
| 10   | 2007年7月19日  | ISBN 978-4-59-218278-8 | 2007年10月9日  | ISBN 978-986-10-0358-0 |
| 11   | 2007年10月19日 | ISBN 978-4-59-218279-5 | 2007年12月10日 | ISBN 978-986-10-0857-8 |
| 12   | 2008年1月18日  | ISBN 978-4-59-218280-1 | 2008年3月31日  | ISBN 978-986-10-1352-7 |
| 13   | 2008年5月19日  | ISBN 978-4-59-218573-4 | 2008年9月11日  | ISBN 978-986-10-1930-7 |
| 14   | 2008年8月19日  | ISBN 978-4-59-218574-1 | 2008年10月13日 | ISBN 978-986-10-2398-4 |
| 15   | 2008年11月25日 | ISBN 978-4-59-218575-8 | 2009年1月17日  | ISBN 978-986-10-2883-5 |
| 16   | 2009年2月19日  | ISBN 978-4-59-218576-5 | 2009年5月29日  | ISBN 978-986-10-3395-2 |